# Ganuenta
Ganuenta was in de Romeinse oudheid een nederzetting vlak bij de Zeeuwse plaats Colijnsplaat.
Deze plaats lag aan de zuidelijke oever van de Schelde. 

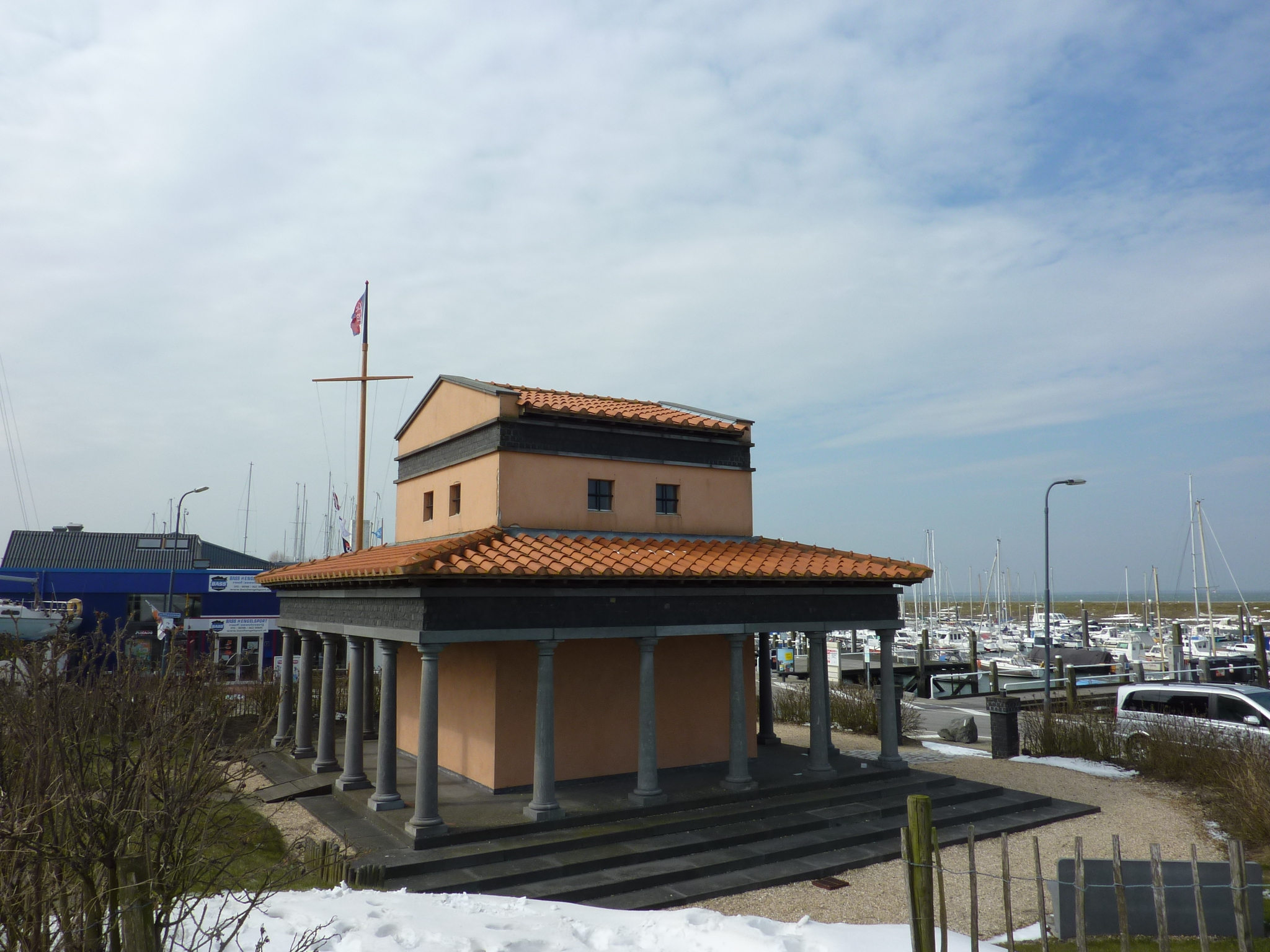
Replica van de Nehalenniatempel te Colijnsplaat

Hier was een tempel ter ere van de godin Nehalennia. Over Nehalennia zelf is weinig bekend, maar het moet een Keltische of Germaanse godin zijn geweest. Ze had de macht over de handel en de scheepvaart. Veel reizigers lieten hun reis lopen langs Ganuenta, om tot Nehalennia te bidden, voor een goed verloop van hun reis op zee. Het grote aantal altaarstenen maakte duidelijk dat het een belangrijke plaats was ter verering van de godin. In 1970 zijn altaren en resten van de tempel uit de Oosterschelde opgevist. In 2005 is in de haven van Colijnsplaat een recontructie van deze Gallo-Romeinse tempel voor het publiek geopend.

## Vondsten vanaf 1970
Op 14 april 1970 vond de visser K.J. Bout delen van een Nehalennia-altaar in zijn netten, terwijl hij bij Colijnsplaat aan het vissen was. Gericht onderzoek in 1970 en 1971 (en later nog tot 1974) leverde zo’n 240 altaren en beelden op, votiefstenen en resten van een Romeins bouwwerk. Deze worden nu bewaard en tentoongesteld in het Rijksmuseum van Oudheden in Leiden. Ze zijn opgevist uit de Schaar van Colijnsplaat, een vaargeul in de Oosterschelde, die ligt op de plaats waar ooit een tempel voor Nehalennia was gebouwd. Men ziet haar zittend op een troon met vruchtenmand op schoot, en naast haar een grote mand met vruchten en een hond. 
De namen van schenkers van deze altaren laten ook handelaren uit Italia, Keulen, Trier en Britannia zien die handelden in zout, vissaus en kleding. Andere handelswaar was keramiek van het Rijngebied naar Britannia, terracottabeeldjes uit Keulen en Trier en wijn uit Zuid-Frankrijk en het Moezel- en Rijngebied. Een inscriptie luidt: “voor Nehalennia heeft Marcus Exingius Agricola, burger uit Trier, zouthandelaar in Keulen, zijn gelofte ingelost, gaarne en met reden”. Het merendeel van de offerstenen die zijn opgedoken werd geschonken door kooplui voor een veilige oversteek naar Britannia.
In de periode na het jaar 300 verdween de complete tempel in de Schaar van Colijnsplaat, toen in de buurt nog het plaatsje Ganuenta was gelegen. Sinds 1999 is een groep Vlaamse amateurarcheologen van de Landelijke Werkgroep Archeologie Onder Water bezig de zeebodem, waar de tempel in de golven verdween, in kaart te brengen. In 2004 werd in Colijnsplaat een replica van de tempel gebouwd.